# Cheema
Cheema è una suddivisione dell'India, classificata come nagar panchayat, di 9.347 abitanti, situata nel distretto di Sangrur, nello stato federato del Punjab. In base al numero di abitanti la città rientra nella classe V (da 5.000 a 9.999 persone).

## Geografia fisica
La città è situata a 30° 07' 29 N e 75° 41' 42 E.

## Società

### Evoluzione demografica
Al censimento del 2001 la popolazione di Cheema assommava a 9.347 persone, delle quali 4.954 maschi e 4.393 femmine. I bambini di età inferiore o uguale ai sei anni assommavano a 1.270, dei quali 714 maschi e 556 femmine. Infine, coloro che erano in grado di saper almeno leggere e scrivere erano 4.170, dei quali 2.383 maschi e 1.787 femmine.